# Chionaema herois
Chionaema herois là một loài bướm đêm thuộc phân họ Arctiinae, họ Erebidae.